# Memoràndum d'entesa
Un memoràndum d'entesa (MoU) descriu un acord multilateral o bilateral entre dues o més parts que expressa una convergència de voluntats entre aquestes parts signants i una línia d'acció prevista comuna. Sovint aquest instrument s'utilitza en casos en els quals, entre les parts, no existeix un compromís legal o en situacions en les quals les parts no poden formalitzar un acord legalment executable.És, per tant, una alternativa més formal que l'acord de cavallers.
Que el document constitueixi o no un contracte vinculant depèn únicament de la presència o l'absència d'elements legals ben definits en el text propi del document (l'anomenat “les quatre cantonades”). Els elements requerits són: l'oferta, l'acceptació, la consideració i la intenció d'obligar-se legalment (animus contrahendi). Als Estats Units, hi ha elements específics que poden diferir una mica depenent de si es tracta d'un contracte de béns, que està regulat en el Codi Comercial Uniforme (UCC). o de serveis (regulats en el dret comú de l'Estat).